# ستيفان جيرو
ستيفان جيرو (بالإنجليزية: Stefan Giro)‏ هو لاعب كرة قدم أسترالية أسترالي، ولد في 10 مارس 1999.

## وصلات خارجية
- ستيفان جيرو على موقع AustralianFootball.com (الإنجليزية)
- ستيفان جيرو على موقع AFLtables.com (الإنجليزية)